# Edem Awumey
Edem Awumey, né à Lomé le 11 juin 1975, est un écrivain vivant au Québec depuis 2005. 

## Biographie
Originaire du Togo, Edem Awumey est né à Lomé le 11 juin 1975. Après avoir voyagé en Italie, en Allemagne, en France, il s'installe, en 2005, au Québec. Il vit à Gatineau, dans la région de l'Outaouais, à la frontière du Québec et du Canada anglais, position qui lui permet ainsi d'apprécier la diversité linguistique et culturelle de son pays d'adoption.
Diplômé de littérature de l'Université de Lomé, Edem Awumey obtient, en 2000, une bourse UNESCO-Aschberg lui permettant de réaliser une résidence d'écriture à Marnay-sur-Seine, en France,,,,. Entre 2000 et 2005, il obtient des diplômes en langues et littérature et en développement culturel à l'Université de Cergy-Pontoise, puis achève son doctorat, dont le sujet — la littérature de l’exil — rappelle l’œuvre de son mentor Tahar Ben Jelloun,.
Edem Awumey poursuit son travail de romancier, en publiant notamment aux Éditions Gallimard, aux Éditions du Boréal ainsi qu'aux Éditions du Seuil. Les thèmes centraux de ses oeuvres sont l'exil, la culture, l'histoire, la mémoire, l'immigration, l'altérité ainsi que l'identité,. Il fait paraître notamment Port-Mélo (Gallimard, 2005), Les Pieds sales (Éditions du Seuil, 2009), Rose déluge (Éditions du Seuil, 2012), Explication de la nuit (Éditions du Boréal, 2013), Mina parmi les ombres (Éditions du Boréal, 2018), ainsi que Noces de coton (Éditions du Boréal, 2022),,,,,,,,.
Son deuxième roman, Les Pieds sales, est retenu pour la première sélection du Prix Goncourt (2009). Récipiendaire du prix UNESCO-Aschberg (2000), du Grand prix littéraire d'Afrique noire (2006), il reçoit également le Prix Rolex Mentor en 2007,. En février 2023, il remporte le Prix Jacques-Poirier Outaouais pour son roman Noces de coton qui lève le voile sur la réalité des planteurs de coton face au pouvoir des multinationales.
Ses livres sont traduits en anglais, élargissant ainsi son lectorat à travers le Canada et l'Amérique du Nord. Descent into Night, la traduction anglaise de son roman Explication de la nuit, obtient en 2018 le prix du Gouverneur général du Canada. Il est également traduit en d'autres langues dont l'espagnol, l'allemand, le finlandais, l'italien.

## Œuvres

### Nouvelles
- Dernières Nouvelles de la Terre, nouvelle publiée dans le recueil collectif Miniatures : Nouvelles du Togo, Éditions Magellan & Cie, 2025.  (ISBN 978-2-35074-758-3)

### Romans
- Port-Mélo, Paris, Éditions Gallimard, coll. « Continent noir », 2005, 178 p. (ISBN 2-07-077413-9)
- Les Pieds sales, Paris, Éditions du Seuil, 2009, 156 p. (ISBN 978-2-02-100343-7)
- Rose déluge, Paris, Éditions du Seuil, 2012, 206 p. (ISBN 978-2-02-106006-5)
- Explication de la nuit, Montréal, Éditions du Boréal, 2013, 216 p. (ISBN 978-2-7646-2281-0)
- Mina parmi les ombres, Montréal, Éditions du Boréal, 2018, 360 p. (ISBN 9782764625460)
- Noces de coton, Montréal, Éditions du Boréal, 2022.

## Prix et distinctions
- 2000 - Récipiendaire : prix UNESCO-Aschberg[1]
- 2006 - Récipiendaire : Grand Prix littéraire de l'Afrique noire (pour Port-Mélo)[15]
- 2009 - Finaliste de la première sélection : Prix Goncourt (pour Les pieds sales)[8],[18]
- 2012 - Mention spéciale : Le prix Jacques-Poirier (pour Rose déluge)[19],[20]
- 2018 - Remis à Phyllis Aronoff du Prix littéraire du Gouverneur général (pour la traduction vers l'anglais d'Explication de la nuit d'Edem Awumey)[17]
- 2019 - Finaliste : Prix littéraire du Gouverneur général, Romans et nouvelles (pour Mina parmi les ombres)[2]
- 2023 - Récipiendaire: Prix Jacques-Poirier Outaouais (pour Noces de coton)[14]